# Osvát Erzsébet
Osvát Erzsébet (Beregszász, 1913. március 21. - Budapest, 1991. április 20.) magyar költőnő, ifjúsági írónő. A gyermekirodalom elismert alakja.
Peregnek a percek,

órák és napok.

Te hozod nekünk

a nevető napot,

vidám hóvirágot,

lila ibolyát –

s újra hallhatjuk

a madarak dalát.

## Élete
Osvát Erzsébet (születési nevén Opman Erzsébet) 1913. március 21-én született Beregszászban. Szülei (Puneth Janka, Opman Kálmán) tanárok voltak. 1933-ban ő is elvégezte a tanítóképzőt, és Pozsonyban kapott diplomát. Csetfalván, Péterfalván és Tiszaújlakon tanított alsó tagozaton. Férjével, az író, műfordító, művészettörténész és könyvtárszakember Sándor Lászlóval 1942-ben Ungvárra, majd 1962-ben Budapestre költöztek - ekkor már - két gyermekükkel, Sándor Judittal és Jánossal. Itt dolgozott a Magyar Írószövetség gyermekírói szakosztályán, a Kisdobos és Dörmögő Dömötör folyóiratok szerkesztőségében. Az 1950-es években tűnt fel az óvodások és kisiskolások részére írt verseivel. Költeményeit, meséit folyamatosan előadták a rádióban, televízióban, beválogatták antológiákba, több költeményét megzenésítették. 1991. április 20-án hunyt el.

## Művei

### Verseskötetek
- Csivi, csivi, megérkeztünk (Ungvár, 1959)
- Csipkebokor vendéget vár (Ungvár, 1962)
- Fogócska (1966)
- Rigófütty szól (1975)
- Tiktakoló (1981)
- Nyári felhők, csillagok (1984)
- Dúdoló - Füzesi Zsuzsa rajzaival (1989)
- Mókás ábécé - Füzesi Zsuzsa rajzaival (1991)
- Babaóvoda; TKK, Debrecen, 2003
- Osvát Erzsébet összes verse (Tóth Könyvkereskedés, 2004) ISBN 9635961669
- Állatkert; TKK, Debrecen, 2004
- Ribillió. Válogatott gyerekversek; Holnap, Bp., 2012

### Leporellók
- Milyen színű? (1969)
- Kedvenceink, a háziállatok (1970)
- Évi varázsol (1977)
- Eszter ezermester (1979)
- Zsémbes Zsófi ébredése (1974)
- Az álomszuszék medvebocs (1984)
- A hét ügyes tapsifüles; Pannon-Literatúra, Kisújszállás, 2014

### Mesék, történetek
- Kiskelep (1973)
- Az álruhás kisautó (1978)
- A kismanó sapkája (1982)
- A szerencsét hozó kiscsacsi (1986)
- Meglepetés; Móra, Bp., 1999 (Zsiráf könyvek)
- Mese, mese, móka; General Press, Bp., 2004

### Fordításai
- Leonyid Pantyelejev: Karluska bűvészmutatványa[3]
- Leonyid Pantyelejev: A titkos levél

## Elismerései
- A Munka Érdemrend ezüst fokozata (1973)
- Ifjúságért Díj (1977)